# Barry Moore (homme politique canadien)
Pour les articles homonymes, voir Moore et Barry Moore.
Barry Moore, né le 21 août 1944, est un comptable et homme politique fédéral du Québec.

## Biographie
Né à Maniwaki dans la région des Outaouais, il devient député du Parti progressiste-conservateur du Canada dans la circonscription fédérale de Pontiac—Gatineau—Labelle en 1984. Réélu en 1988, il est défait en 1993 par le libéral Robert Bertrand.
Durant son passage à la Chambre des communes, il est secrétaire parlementaire responsable des Petites entreprises et du Tourisme de 1989 à 1991 et du ministre du Revenu national de 1991 à 1993.